# Oksana Fandera
Oksana Olegowna Fandera (ros. Оксана Олеговна Фандера, ukr. Оксана Олегівна Фандера, Oksana Ołehiwna Fandera, ur. 7 listopada 1967 w Odessie) – rosyjska i ukraińska aktorka .

## Życiorys
Pochodziła z rodziny wieloetnicznej – ojciec miał korzenie ukraińsko–romskie, zaś matka – żydowskie. Na dużym ekranie zadebiutowała w 1980 rolą w filmie Przygody Elektronika. W swoim dorobku ma 18 ról w filmach fabularnych. W 1993 ukończyła studia aktorskie w moskiewskiej GITIS.
W 1988 zdobyła tytuł pierwszej wicemiss w pierwszym w ZSRR konkursie Miss Moskwy. W 1990 przeniosła się na stałe do Moskwy i wyszła za mąż, za reżysera Filippa Jankowskiego. Ma syna Iwana i córkę Elizawetę.

## Role filmowe
- 1980: Przygody Elektronika jako uczennica
- 1988: Poranna szosa jako Natasza
- 1989: Zima w raju
- 1989: Stalingrad jako Natasza
- 1990: Durnie umierają w piątki jako Jana
- 1998: Rzeczy dobre, rzeczy złe
- 2001: Korbowód jako Irina Gonczarowa
- 2002: W ruchu jako Wiera
- 2002: Samotność krwi jako Greta
- 2003: Trzeci wariant jako Serafima
- 2005: Radca stanu jako Igła
- 2008: Czerwone perły miłości jako Marija
- 2008: Kamienny łeb jako Tania
- 2009: Głębina jako Madam
- 2011: Dolina róż jako Sofia
- 2011: Ogni pritona jako Luba
- 2012: Zanim noc nas nie rozdzieli
- 2017: Salut 7